# Frinton and Walton
Frinton and Walton est une paroisse civile de l'Essex, en Angleterre.